# Chibchacum
Chibchacum is een god van de indianenstam Chibcha van Colombia en hun nazaten, de Muisca. Hij is de god van donder, regen,  bliksem, aardbeving, arbeiders en zaken. Hij was verantwoordelijk voor een Vloed, werd gestraft, naar de onderwereld gezonden en torst daar tot in de eeuwigheid de aarde op zijn schouders.

## Vloed
De mensen op de Sabana de Bogotá, de vlakte van Bogotá, wekten met hun geklaag en ongehoorzaamheid de woede op van Chibchacum. Hij liet een verwoestende overstroming op de streek los. Mogelijk werd hij hierbij geholpen door de magie van Chia, de vrouw van de zonnegod Bochica, want zij was volgens verschillende mythen verantwoordelijk voor overstromingen. Zij belemmerde het beschavingswerk van haar man Bochica. 
De mensen vroegen in hun nood de zonnegod Bochica om hulp. Bochica verscheen op een regenboog boven de stad Soacha en bracht de zon tevoorschijn, die het verdronken land droogde. Hij sloeg met zijn gouden staf op de berg Tequendama en er verscheen een kloof, waar het water in kon weg stromen. Er ontstond een waterval, die tot op heden water in het heilige Guatavitameer uitstort.
Chibchacum werd door Bochica gestraft en naar de Onderwereld gestuurd. Daar torst hij tot in de eeuwigheid de aarde op zijn schouders. Vóór die tijd had de aarde op pilaren of bomen gerust. Als de wereld te zwaar wordt voor Chibchacum, hevelt hij de wereld van zijn ene op zijn andere schouder, wat resulteert in een aardbeving. 
De regenboog werd het teken dat de Chibcha door Bochica waren gered van de Vloed. De regenboog werd door hen vereerd als de godin Chuchaviva. Door de vloek van Chibchacum vanuit de Onderwereld was de regenboog echter ook een voorbode van de dood.